# 道の駅みんまや
道の駅みんまや（みちのえきみんまや）は、青森県東津軽郡外ヶ浜町にある国道339号の道の駅である。愛称は龍飛岬。

## 概要
津軽半島最北端の竜飛崎近くに位置し、青函トンネル記念館および竜飛ウィンドパーク展示館の2つの展示施設などから構成される。このうちウインドパーク展示館は施設としては「閉館」となっているが、トンネル記念館と廊下で繋がっており、記念館経由で建物内に入ることができる。
なお、同駅は毎年11月上旬から翌年4月下旬までの間、冬季閉鎖される区間にあるため、この期間は全館休館となる。

## 歴史
- 1999年（平成11年）8月27日 - 道の駅に登録。

## 施設
- 駐車場
  - 普通車：178台
  - 大型車：10台
  - 身障者用駐車場：2台
- トイレ：36器（いずれも24時間利用可能）
  - 身障者用：2器
- 公衆電話：1台
- 公衆FAX：1台
- 特産品直売所（9:00 - 17:00）
- レストラン（10:00 - 16:00）
- 青函トンネル記念館（8:40 - 17:00）
- 竜飛ウインドパーク展示館

### 管理団体
- 一般財団法人青函トンネル記念館
- 東北電力

## 青函トンネル記念館

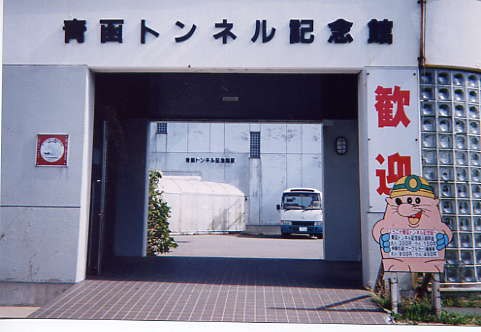
青函トンネル記念館入口

### 概要
1988年（昭和63年）3月11日に完成した。大きな吹き抜けの壁に青函トンネルの構造を知るパネルなどが展示されており、2階部分では映画も上映されている。

### 青函トンネル竜飛斜坑線
一般財団法人青函トンネル記念館が運営する鉄道路線（ケーブルカー）で、青函トンネル記念館と青函トンネルの体験坑道を結んでいる。
当初は青函トンネル竜飛斜坑線の体験坑道駅と青函トンネル内にあった北海道旅客鉄道（JR北海道）海峡線の竜飛海底駅との連絡はなかったが、海底駅見学整理券（旧称・ゾーン539カード）を利用する見学コースが開始されたことに伴って、鉄道からも利用できるようになった。海底駅側から入る場合は地上に出ることはできたが、記念館側から入る場合は海底駅ホームへ行くことはできなかった。なお、竜飛海底駅は2013年（平成25年）11月10日をもって休止、2014年（平成26年）3月15日で廃止されたが、その後も斜坑線の運行は継続している。

## 補足事項
道の駅の登録証は東北電力竜飛ウィンドパーク展示館にあるが、展示館は無料休憩施設のみで、隣接する青函トンネル記念館に特産品販売所およびレストランがある。なお、道の駅スタンプラリーのスタンプは双方の建物に設置してある。

## アクセス
- 国道339号 - 登録路線

## 周辺
- 竜飛崎（当施設より歩いて20分程度）
- 竜飛崎シーサイドパーク
- 太宰治の小説『津軽』の碑
- 津軽海峡冬景色歌謡碑
  - 赤いボタンを押すと石川さゆりの『津軽海峡・冬景色』が流れる。流れるのは「ご覧あれが竜飛岬北の外れと」より始まる2番である。
  - 青森駅隣接の青函連絡船メモリアルシップ八甲田丸付近にも、同様の歌謡碑が設置されているが、そちらは1番からフルコーラスで曲が流れる。
- 龍飛埼灯台
- 階段国道（国道339号）